# Nebovidy (district de Kolín)
Nebovidy (en allemand : Nebowid) est une commune du district de Kolín, dans la région de Bohême-Centrale, en République tchèque. Sa population s'élevait à 715 habitants en 2020.

## Géographie
Nebovidy se trouve à 4,5 km au sud-sud-est de Kolín, à 6 km au nord-ouest de Kutná Hora et à 58 km à l'est-sud-est de Prague.
La commune est limitée par Kolín au nord, par Starý Kolín et Libenice à l'est, par Červené Pečky au sud et au sud-ouest, et par Polepy au nord-ouest.

## Histoire
La première mention écrite de la localité date de 1252.

## Administration
La commune se compose de trois quartiers :
- Nebovidy
- Hluboký Důl

## Transports
Par la route, Nebovidy se trouve à 6 km de Kolín, à 8 km de Kutná Hora et à 74 km de Prague.